# Pârâul Ascuns, Suceava
Pârâul Ascuns este un curs de apă, afluent al râului Suceava. 

## Hărți
- Harta județului Suceava
- Harta Obcinele Bucovinene  Arhivat în 30 iulie 2009, la Wayback Machine.